# Ahmed Dabo
Ahmed Dabo (Zouérat, 13 luglio 1972) è un ex calciatore mauritano, di ruolo attaccante.

## Carriera
Ha sempre giocato nei campionati francesi.